# Castañeda (Kantábria)
Castañeda egy község Spanyolországban, Kantábria autonóm közösségben. Castañeda Santa María de Cayón, Santiurde de Toranzo, Puente Viesgo, Piélagos és Villaescusa községekkel határos. Lakosainak száma 3252 fő (2024).

## Népesség
A település népessége az elmúlt években az alábbi módon változott:
| Lakosok száma | 1559 | 1696 | 1770 | 2121 | 2525 | 2659 | 2744 | 2914 | 3067 | 3252 |
|               | 2001 | 2004 | 2007 | 2009 | 2012 | 2014 | 2017 | 2019 | 2022 | 2024 |